# Jean de Danemark (1518-1532)
Titres
Prince héritier de Danemark
21 février 1518 – 20 janvier 1523
(4 ans, 10 mois et 30 jours)
Prince héritier de Norvège
21 février 1518 – 20 janvier 1523
(4 ans, 10 mois et 30 jours)
Prince héritier de Suède
1er novembre 1520 – 23 août 1521
(9 mois et 22 jours)
Prince héritier de Norvège
5 janvier 1532 – 11 août 1532
(7 mois et 6 jours)
Jean de Danemark, Norvège et de Suède (en danois Hans af Danmark, Norge og Sverige), né le 21 février 1518 à Copenhague (union de Kalmar) et décédé le 11 août 1532 à Ratisbonne (Saint-Empire), est le fils du roi Christian II de Danemark et de la reine Isabelle.

À ce titre il est le prince héritier du royaume de Danemark.

## Biographie
Né à Copenhague (union de Kalmar), Jean reçoit le nom de son grand-père paternel, le roi Jean Ier de Danemark. Quand il a un an, sa mère donne naissance à des jumeaux, Philippe Ferdinand et Maximilien, qui meurent tous deux l'année suivante. Il a aussi deux sœurs cadettes, Dorothée, la future électrice du Palatinat, et Christine, future duchesse de Milan puis duchesse et régente des duchés de Lorraine et de Bar.
Après la déposition du roi Christian II en 1523, le prince Jean doit suivre ses parents en exil aux Pays-Bas. À la suite de la mort de sa mère en 1526, il est élevé par son oncle l'empereur Charles Quint.
Son père retourne à Oslo (Norvège) le 5 janvier 1532 pour tenter de faire reconnaître Jean comme Prince héritier par le Riksråd (conseil national de Norvège), ce qui lui aurait permis de devenir le prochain roi de Norvège.

Cependant, il meurt peu après lors d'un voyage avec l'empereur en Bavière, à Ratisbonne, le 11 août 1532, à l'âge de 14 ans.
Il est enterré dans l'Abbaye Saint-Pierre de Gand (Comté de Flandre) jusqu'en 1883, date de son retour au Danemark en la Cathédrale Saint-Knud d'Odense.

## Titulature
- 21 février 1518 au 20 janvier 1523: Son Altesse royale le prince héritier de Danemark-Norvège
- 1er novembre 1520 au 23 août 1521: Son Altesse royale le prince héritier de Danemark, Norvège et de Suède
- 5 janvier 1532 au 11 août 1532 : Son Altesse royale le prince héritier de Norvège